# Schloss Tombebouc
Schloss Tombebouc gehört zur Gemeinde Allez-et-Cazeneuve im französischen Département Lot-et-Garonne. Der mittelalterliche Bau ist seit 2009 denkmalgeschützt und heute in Privatbesitz. Er war Sitz eines Baronats, das aus der Baronnie de Pujols hervorging.
Die Grundform des Schlosses entstand im 13. und 14. Jahrhundert. Seine heutige Gestalt bekam es durch Erweiterungsbauten im 16. und zu Beginn des 17. Jahrhunderts. In späterer Zeit wurde das Gebäude als Gutshof und Sanatorium genutzt.
Zu seiner Geschichte gehört aber auch, dass das Vichy-Regime hier zeitweise ein Arbeitslager einrichtete. Ab März 1941 wurden „feindliche Ausländer“ hier interniert, darunter Deutsche und Österreicher, viele Juden, von der Pétain-Verwaltung als „Palästinenser“ bezeichnet. Das „Groupement palestinien de travailleurs étrangers“ wurde vor der kompletten Besetzung Frankreichs 1942 geschlossen – am 5. August wurden 85 Personen Richtung Auschwitz deportiert.